# Khepri

Khepri representeras ofta som en skarabë-hövdad man.

Khepri även skrivet Chepri var i egyptisk mytologi  den uppgående solens gudom, en av solguden Ras uppenbarelseformer.
Kherpri framställdes som en människa med skarabéhuvud eller helt enkelt som en skarabé. De gamla egyptierna trodde att skarabén la sina ägg i sitt eget exkrement och sedan rullade detta i form av en boll framför sig. I själva verket är det hopsamlad föda som skarabén rullar framför sig men egyptierna såg skalbaggens aktivitet som en symbol för solens födelse och gång.[källa behövs]
I solteologin markerar Khepri morgonsolen i öster medan Ra markerar dess höjdpunkt i zenit och guden Atum dess nedgång i väster.